# Aradan
Aradan (Perzisch: آرادان) is een stadje bij de stad Garmsar in de provincie Semnan aan de voet van de Elboers in centraal Iran. Het is de geboorteplaats van de voormalige president van Iran, Mahmoud Ahmadinejad.
Het aantal inwoners van Aradan is ongeveer 5000. De meeste spreken Perzisch, maar er zijn ook mensen die Gilaki spreken. Zij zijn afkomstig uit de noordelijke provincie Gilan, waar zij hun eigen taal hebben.
Aradan heeft een overdekte Bazaar uit de Qajar-periode en een aantal oude heiligdommen die ernstig door erosie zijn aangetast. In het midden van Aradan staat een heiligdom uit de tijd van de Safavid-dynastie. Oostelijk van de bazaar staat de grote moskee die "de eigenaar van de tijd" is genoemd.
Een aantal familieleden van president Ahmadinejad woont nog in Aradan. Toen hij in 2005 tot president was verkozen werd er in Aradan om zijn overwinning te vieren een straatfestival gehouden, waarbij de bevolking zowel blijdschap als verbaasdheid toonde over die ontwikkeling. De mensen waren bovendien vol verwachting dat de beroemdste dorpeling hen als eerste zou helpen in hun strijd tegen de armoede. Maar terwijl het welkomsbord aan de rand van het dorp zegt: "Welkom in Aradan, de geboorteplaats van de populaire president", en ondanks een indrukwekkend presidentieel bezoek in de zomer van 2008, is hun vraag naar werk en een betere levensstandaard geen werkelijkheid zijn geworden.

## Geboren
- Mahmoud Ahmadinejad (1956), president van Iran (2005-2013)